# Lagunes de Saint-Magne et Louchats
Lagunes de Saint-Magne et Louchats este o arie protejată (sit de importanță comunitară — SCI) din Franța întinsă pe o suprafață de 213 ha, integral pe uscat.

## Localizare
Centrul sitului Lagunes de Saint-Magne et Louchats este situat la coordonatele 44°30′44″N 0°36′39″W / 44.51227°N 0.6107°V.

## Înființare
Situl Lagunes de Saint-Magne et Louchats a fost declarat arie specială de conservare în baza directivei 92/43 din 1992 referitoare la conservarea habitatelor naturale și a faunei și florei sălbatice pentru a proteja 1 specie de plante și 7 specii de animale.

## Biodiversitate
Situată în ecoregiunea atlantică, aria protejată conține 14 habitate naturale: Pajiști umede atlantice temperate cu Erica ciliaris și Erica tetralix, Mlaștini calcaroase cu Cladium mariscus și specii de Caricion davallianae, Ape stătătoare oligotrofe până la mezotrofe, cu vegetație de Littorelletea uniflorae și/sau de Isoëto-Nanojuncetea, Pajiști cu Molinia pe soluri calcaroase, turboase sau argilos-nămoloase (Molinion caeruleae), Lacuri și iazuri distrofice naturale, Pajiști uscate europene, Păduri acidofile de stejar bătrân cu Quercus robur pe câmpii nisipoase, Turbării active, Mlaștini oligotrofe degradate, capabile încă de regenerare naturală, Lacuri eutrofice naturale cu vegetație de tip Magnopotamion sau Hydrocharition, Mlaștini turboase de tranziție și turbării mișcătoare, Mlaștini împădurite, Depresiuni pe substraturi de turbă de Rhynchosporion, Ape oligotrofe din câmpii nisipoase, cu un conținut foarte redus de minerale (Littorelletalia uniflorae).
La baza desemnării sitului se află mai multe specii protejate:
- plante (1): caropsis verticillatoinundata (Thorella verticillatinundata)
- mamifere (2): vidră de râu (Lutra lutra), liliac cărămiziu (Myotis emarginatus)
- nevertebrate (4): Coenonympha oedippus, fluturele auriu (Euphydryas aurinia), libelule (Leucorrhinia pectoralis), Oxygastra curtisii
- reptile (1): țestoasa de baltă (Emys orbicularis)

Pe lângă speciile protejate, pe teritoriul sitului au mai fost identificate 1 specie de plante, 10 specii de păsări, 4 specii de amfibieni, 3 specii de mamifere, 5 specii de nevertebrate, 3 specii de reptile.